# 人民联合党 (新加坡)
人民联合党是由前人民行动党领导人王永元在1961年组建的新加坡政党。它在1963年大选中赢得了立法议会议席（由王永元赢得）。后由于新加坡在1965年被马来西亚赶出了联邦，该党的主张和存在受到了质疑。1965年6月，王永元辞去议员，随后该席位在补选中被人民行动党夺回。而到1968年大选时，该党已经解散。

## 党徽
党徽是一把钥匙